# Leyenda (banda)
Leyenda es una banda española de Heavy Metal melódico, formada en Madrid en el año 1995, que tiene registrados, hasta la fecha, siete trabajos discográficos editados por diferentes sellos, más tres demos iniciales autoproducidas.

## Historia
La banda se forma en Madrid en 1995 bajo el nombre de Infernal de la mano de 4 estudiantes de Ciencias Físicas de la Universidad Autónoma de Madrid (Antonio S. Montemayor, Fernando Martínez "Ferdis", David Ramos y Juanjo Majarín). La formación cambia de nombre en 2000 evolucionando a lo que sería Leyenda, una banda de heavy metal melódico.
A finales de 2003, y tras tres demos autoproducidas ("Atlantis", "Lluvia de Metal" y "Leyenda"), Leyenda firma contrato con la Compañía discográfica Pies Records con la formación compuesta por Antonio S. Montemayor a las voces y guitarra, Fernando Martínez a la guitarra solista, David Ramos “Davebass” al bajo e Iván Serra “Ivanhoe” a la batería.
En octubre de 2004 entran a grabar, en los estudios "El Cielo de Madrid", de la mano del productor Manolo Arias su primer disco, "Quintaesencia", que aparece en el mercado en marzo de 2005. La banda realiza su primera gira nacional "Quintaesencia Tour" pasando por diferentes salas de las principales ciudades españolas.
En mayo de 2006 Pies Records y Leyenda cierran una carta de libertad, anulando su anterior contrato discográfico. Entre mayo y junio de 2006 el grupo se mete al estudio con Manolo Arias para grabar su nuevo disco, "A Medianoche", que es masterizado en los Finnvox Studios de Finlandia por el renombrado Mika Jussila (Stratovarius, Edguy, HIM, Nightwish,…). Pronto recibe oferta de Akeloo Records para firmar contrato de edición y distribución (a través de Avispa), que sale a la venta oficialmente en marzo de 2007, tras la incorporación de Luis Andrade en la guitarra solista. 
La gira de presentación de "A Medianoche" lleva a la banda nuevamente por todo el territorio nacional, realizando actuaciones en diferentes salas de Madrid y de otras comunidades autónomas, terminando con el cuarto encuentro en la Cárcel de Mujeres de Alcalá Meco como culminación de la gira.
En 2008 entra Alfonso “Fleky” Casasayas a la batería y Leyenda confirma su asistencia en la gira conjunta con los catalanes Dragonslayer en el "Dragones y Leyendas Rock Tour 2008", organizado por Marc Picanyol (Cactus66, Avalanch, Uzzhuaia,…). Esta gira recorre nuevamente la península ibérica. Tras la gira Leyenda firma contrato discográfico para la edición de sus siguientes 3 discos con la Compañía catalana Picap, S.L. y entra a formar parte de la banda Alejandro R. Hervás como nuevo bajista, que sustituye a David Ramos “Davebass”.
En enero de 2009 Leyenda entra en los Estudios M20 de Madrid (Saratoga, Mago de Oz, Medina Azahara, Cuatro Gatos,…) para grabar su tercer disco, de nombre "Horizontes", que lleva a la banda a un nuevo nivel mediático manteniendo la coherencia y línea musical que les había caracterizado, heavy metal melódico con estribillos penetrantes. "Horizontes" salió al mercado en abril de 2009 y dio comienzo su presentación a pesar del abandono de Alfonso “Fleky” en el puesto de la percusión. Tras un fugaz paso de José Carlos Molina Jr. a la batería, el sueco Jörgen Bjurenlind entra a finales de 2009 como miembro fijo. Por esas fechas Leyenda cierra acuerdos con Rock Stakk Records (Japón), Karthago Records (Alemania) y Record Heaven (Suecia) para la salida de la discografía de Leyenda en Japón, Centroeuropa y Norte de Europa, respectivamente y continúa en 2010 la gira de presentación de "Horizontes" confirmando asistencia por primera vez en Gran Canaria, así como el sexto encuentro en la Cárcel de Mujeres de Alcalá Meco, y terminando la gira en el emblemático "Festival Leyendas Del Rock 2010" en San Javier (Murcia) en agosto de ese año.
En septiembre de 2010 Javi García, ex-Koven, entra en el puesto de bajista y posteriormente Diego Borealis, ex-Ad Astra/ex-Géminis, a la guitarra solista, para completar la formación junto a Jörgen Bjurenlind y Antonio S. Montemayor, y presentarse en las Fiestas Patronales de Tres Cantos (Madrid) así como en el Festival benéfico Metal Lorca 2011. A finales de 2011 se incorpora como novedad en la trayectoria del grupo el teclista Alexander Jack Soriano, y la banda pasa a formar parte del roster de Red Sky Producciones & Management (Silver Fist, Muro, Sinkope, Dragonfly, Sphinx, etc.).
En febrero de 2012, Leyenda entra a registrar su cuarto disco de estudio, "Ciudad del Caos", junto al productor Javier Palomeque (Santelmo, Nagasaki) en los Estudios Royal Sound y La Guarida del Mapache. La masterización corre en esta ocasión a cargo de Caco Refojo (ganador de Grammy Latino en 2010) en PKO Studios (Madrid). El disco registrado sale nuevamente de la mano de Picap Records en Septiembre/Octubre de 2012.
En diciembre de 2012 es Jörgen Bjurenlind quien decide hacer un parón en su carrera musical por el nacimiento de su segundo hijo y es sustituido temporalmente por Ivanhoe, exmiembro de la formación, hasta la incorporación en junio de 2013 de Nacho Ortiz como baterista de la banda.
Después de la gira de "Ciudad del Caos" que llevó nuevamente a Leyenda por varios festivales y ciudades españolas del territorio nacional durante todo el 2013 y parte del 2014, la banda se centra en el proceso creativo del que será su quinto trabajo discográfico. En este periodo de preparación de nuevas composiciones, durante el mes de julio de 2014, Alexander Jack Soriano (teclista) se vería obligado a abandonar la banda por incompatibilidad de horarios laborales, y poco después Nacho Ortiz (batería) también decidiría dejar la banda.
En octubre de 2014 Dennys Román entra en Leyenda para ponerse al frente de la batería y se encarga de terminar la preproducción para entrar a grabar las baterías del quinto disco de la banda, "Bienvenido al Paraíso" que vio la luz a finales de mayo de 2015 bajo el sello discográfico PICAP S.L. Contaron de nuevo con la producción de Javier Palomeque. Fue grabado y mezclado en el estudio La Guarida del Mapache, masterizado en los Royal Sound Studios y contó con varias colaboraciones en coros, guitarras y teclados. El disco se ha distribuido en España, Japón, México y Alemania.
En agosto de 2015 entra, como nuevo teclista de la banda, Santi Novoa para completar de nuevo la formación de quinteto e incorporarse a la gira "Inmortales Tour 2015" que llevó a Leyenda, junto con Eternity (banda de Metal progresivo), a presentar "Bienvenido al Paraíso" por varias ciudades de la geografía española, además de celebrar su 20 aniversario. En noviembre participaron en el fin de la gira española de los suecos Screamer en Madrid y en el Festival "Tajuña Rock" junto a Ñu, Coz y Viga cerrando este 2015 con su participación en la primera edición del Festival solidario navideño "Juguetes del Rock" junto a Silver Fist, Viga y Third Dim3nsion, entre otros.
En 2016, alternando con la preparación de su próximo disco de estudio, Leyenda acompañó, durante su gira por España, a los germanos Masterplan con quienes recorrieron distintas ciudades de la geografía española (Barcelona, Murcia, Sevilla, Cáceres, Valladolid y Madrid). Participaron también en el Festival "Atalaya Rock" (Valladolid) compartiendo cartel con los alemanes Rage y en noviembre pasaron por Palencia para participar en la tercera edición del Festival Carrion Rock junto a José Andrëa y Uróboros, Ashra y Rock nRoll Circus.
En 2017, Leyenda finalizó la grabación de "Cibernética", que fue el nombre elegido para su sexto trabajo discográfico. El disco se grabó en el Rimshot Estudio de Madrid, fue mezclado en la Guarida del Mapache y salió a la venta en noviembre. 
En 2018 estuvieron realizando la gira de presentación de Cibernética por diferentes salas y, además, tuvieron la oportunidad de recorrer varias ciudades españolas (Vigo, Valladolid y Madrid) acompañando a otra banda internacional en su mini-gira por España, los suecos Astral Doors.
A lo largo de 2020 y durante el inicio de la pandemia, se publicaron tres singles sólo en plataformas digitales (Planeta Tierra 2.0, Joker Club y Lady Halcón), con temáticas relativas al séptimo arte, que habían sido compuestas el año anterior. Se trataba de mantener un cierto movimiento durante las épocas donde ensayar presencialmente y dar conciertos era imposible. Tras las restricciones, el 16 de diciembre de 2022 se publicó el séptimo disco "Cuentos Asombrosos", donde se remasterizaron los singles anteriormente presentados y se añadieron siete temas nuevos, muchos también en relación con el cine.
En febrero de 2023 abandona la banda Dennys y tras un breve periodo con Marcos Sainz se incorpora de forma fija David Ayala.

## Miembros

### Formación actual
- Antonio S. Montemayor – Vocalista y guitarra
- Diego Borealis - Guitarra
- Javi García - Bajo
- David Ayala – Batería
- Santi Novoa – Teclados

### Formación Original
- Antonio S. Montemayor – Vocalista y Guitarra
- Fernando Martínez “Ferdis” - Guitarra
- David Ramos “Davebass”- Bajo
- Juanjo Manjarín - Batería

### Otros miembros que han pasado por Leyenda
- Rubén – Batería (octubre de 1999 – enero de 2000)
- Fabián Sarmiento – Batería (febrero de 2000 – diciembre de 2001)
- Enrique Agustín Úbeda Romero Lloret – Batería (febrero de 2002 - abril de 2003, RIP junio de 2003)
- Iván Serra “Ivanhoe” –  Batería (junio de 2003 – septiembre de 2008 y diciembre de 2012 – junio de 2013)
- Alfonso Casasayas “Fleky” – Batería (marzo de 2008 – mayo de 2009)
- José Carlos Molina Jr. – Batería  (mayo de 2009 – diciembre de 2009)
- Jörgen Bjurenlind – Batería (diciembre de 2009 -  diciembre de 2012)
- Nacho Ortiz – Batería (junio de 2013 - julio de 2014)
- Luis Andrade - Guitarra (septiembre de 2006 – octubre de 2010)
- Roberto Gutiérrez – Guitarra (octubre de 2010 –  mayo de 2011)
- Alejandro R. Hervás – Bajo (octubre de 2008 -  octubre de 2010)
- Jack Soriano – Teclados (finales de 2011 - julio de 2014)
- Dennys Roman - Batería (agosto 2014 - enero 2023)
- Marcos Sainz – Batería (abril 2023 - abril 2024)

## Discografía

### Discos de Estudio

#### "Cuentos Asombrosos"  (2022)
Track List:       
1. Vientos de California (3:36)
2. No Digas No (3:38)
3. Mi Última Noche en Alejandría (4:49)
4. Bestia y Bella (4:09)
5. Noche de Fuego (3:34)
6. Laberinto (3:25)
7. La Triste Balada de Ártax (3:37)
8. Planeta Tierra 2.0 (remasterizado) (4:30)
9. Lady Halcón (remasterizado) (5:37)
10. Joker Club (remasterizado) (3:52)

Grabación, Producción y Mezcla: Javier Palomeque (La Guarida del Mapache)

Edición y Distribución: Maldito Records

Portada, Diseño y Maquetación: Diego Borealis

#### "Cibernética"  (2017)
Track List:       
1. Alma Errante (4:41)
2. Magia Negra (4:54)
3. Ángel del Edén (4:35)
4. Cibernética (4:20)
5. Extiende las Alas (3:54)
6. Extinción Osiris (1:14)
7. Recuerdos (4:27)
8. Vuelve al Hogar (3:39)
9. Tesoro (4:05)
10. Nieva sobre Madrid (4:00)
11. Más Allá del Fin (bonus track) (5:18)

#### "Bienvenido al Paraíso" (2015)
Track List:
1. Cuando Toque Luchar (04:07)
2. Bienvenido Al Paraíso (04:18)
3. Veinte Años (05:03)
4. La Isla Del Castigo (04:41)
5. Desde Hoy (05:04)
6. El Lienzo De La Vida (04:21)
7. Adiós (05:16)
8. Cuenta Atrás: Un Segundo (04:48)
9. Despidiendo Al Paraíso (03:29)

Grabación y Mezcla: Javier Palomeque (La Guarida del Mapache)

Masterización: Rubén Villanueva (Royal Sound Estudio)

Producción: Javier Palomeque

Edición: PICAP S.L.

Distribución: Actual Records

Portada: Diego Borealis
Arte, Diseño y Maquetación: Diego Borealis y Javi García

Fotografía: Yalinku Photos

Colaboraciones: Jorge Calvo (Jorge Calvo y los Andariques/Ñu), Jose Paz (Santelmo), Dani Aller (Ars Amandi), Alberto Maroto (Dreamaker, Dark Moor)

#### "Ciudad Del Caos" (2012)
Track List:
1. Un Nuevo Mundo (00:58)
2. Esmeralda (04:44)
3. Ciudad del Caos (04:08)
4. Tierra Prometida (04:03)
5. Quiero Alcanzar Todos Mis Sueños (03:06)
6. NM1G0 (03:14)
7. Heroes Requiem (02:05)
8. Héroes del Sol Naciente (03:23)
9. Junto A Ti (05:22)
10. Vestido Blanco (03:38)
11. Torre de Marfil (Horizontes Parte II) (05:52)
12. Ciudad Del Bien (02:35)

Grabación: Javier Palomeque (Estudios Royal Sound y La Guarida del Mapache)

Mezcla: Javier Palomeque (Estudio La Guarida del Mapache)

Masterización: Caco Refojo (PKO Studios)

Producción: Javier Palomeque

Edición: PICAP S.L.

Distribución: Actual Records

Diseño: Diego Borealis y Javi García

Colaboraciones: Silver (Muro/Silver Fist), Carlitos (Mägo de Oz), Jero Ramiro (Santelmo), Patricia Tapia (Khy/Mägo de Oz), Ignacio Prieto (Eden Lost/Atlas), José Paz, Edu Ortiz, Yeray Corujo, Alberto Maroto, Roberto Gutiérrez, Coro Universitario Universidad Rey Juan Carlos.

#### "Horizontes" (2009)
Track List:
1. Mr. Oscuro (3:41)
2. Horizontes (3:52)
3. Nada Podrá Detener (4:42)
4. Espíritu de Rock n’Roll (3:40)
5. Mira Hacia el Cielo (5:36)
6. Leyenda (5:03)
7. Hoy (4:11)
8. Entórname los Ojos (3:26)
9. Inquisición (4:36)
10. Vampiro (6:22)

Grabación: Federico Corral y David Martínez (Estudios M20)

Mezcla y masterización: David Martínez (Estudio M20)

Producción: David Martínez y Antonio S. Montemayor

Edición: PICAP S.L.

Diseño: Felipe Machado

Colaboraciones: Manolo Arias, Juan Olmos, David Martínez

#### "A Medianoche" (2007)
Track List:
1. Desierto de Hielo (4:22)
2. Besos de Serpiente (4:20)
3. Sonríes a Medianoche (5:07)
4. Pesadillas (4:41)
5. Prisionero en el Tiempo (4:39)
6. Te Acuerdas (3:50)
7. Sueños de Libertad (4:54)
8. Mi Perdón (4:23)
9. En tu Ausencia (5:23)
10. Outro (1:06)
11. Muerte o Salvación (Videoclip)

Grabación: Carlos Lillo (Rimshot Estudio)

Producción: V. M. Arias

Masterización: Mika Jussila (Finnvox Studios)

Edición: Akeloo Records

Distribución: Avispa S.L.

Diseño: Kike Nuñez

Colaboraciones: Manolo Arias, José de Lucía, Héctor Reyes

#### "Quintaesencia" (2005)
Track List:
1. Cazador (4:24)
2. Soy Yo (3:03)
3. El Último Alado (4:15)
4. Y Verás (5:42)
5. El Sueño del Infierno (3:38)
6. Talento Oculto (3:31)
7. Llegaré al Final (5:37)
8. Quintaesencia (5:18)
9. Más Allá del Fin (5:46)
10. Espérame (5:47)
11. Muerte o Salvación (4:04)

Grabación: Javier (El Cielo de Madrid)

Producción: V. M. Arias

Edición: PIES Records

Distribución: El Diablo S.L.

Diseño: Kike Nuñez

Colaboraciones: Manolo Arias, Héctor Reyes

### Demos Autoproducidas

#### "Leyenda" (2002)
Track List:
1. Y Verás (6:22)
2. Leyenda (6:01)
3. Llegaré al Final (5:46)

#### "Lluvia de Metal" (2001)
Track List:
1. El Último Alado (4:09)
2. Lluvia de Metal (3:54)
3. Más Allá del Fin (7:00)

#### "Atlantis" (2000)
Track List:
1. Atlantis (3:55)
2. Excalibur (5:15)
3. Soy Yo (2:54)
4. Espérame (7:15)